# لورا الطنطاوي
لورا الطنطاويولدت في عام 1980 وهي مصورة مصرية مقيمة في لندن والقاهرة. حصل أحد منشوراتها الثلاث «ظل الأهرامات» (2015) علي جائزة البورصة الألمانية للتصوير.. ولدت الطنطاوي في المملكة المتحدة لابوين مصريين، وانتقلت الي مصر عندما كانت رضيعة، وترعرت بين المملكة العربية السعودية والولايات المتحدة الأمريكية يقول موقعها على الأنترنت أن صورها مستوحاة من مجموعة من الأسئلة عن هويتها، لاستكشاف القضايا الأجتماعية والبيئية المرتبطة بخلفيتها. جاء «ظل الأهرامات» عن طريق رجوعها لمصر لأستكشاف جذروها، وقالت أنها حضرت أحداث مهمة وخطيرة في ميدان التحرير خلال عام2011، وقامت بتصوير الأحداث برمتها.

## الحياة والعمل
ولدت لورا الطنطاوي في رسيستيرشاير، انجلترا، في عام 1980 لأبوين مصريين وترعرعت بين مصر والمملكة العربية السعودية والولايات المتحدة. تخرجت من جامعة جورجيا في أثينا، في عام 2002 مع درجة مزدوجة في الصحافة والعلوم السياسية. أيضا في عام 2002، بدأت العمل كمصورة صحيفة مع ميلووكي جورنال سنتينل وساراسوتا هيرالد تريبيون"Milwaukee Journal Sentinel". في عام 2006، أصبحت مصورة حرة وتمكنت من العمل على المشاريع الشخصية. أكملت زمالة بحثية في جامعة أكسفورد في عام 2009، وحصلت على درجة الماجستير في الفن وممارسة الإعلام من جامعة وستمنستر، لندن، في عام 2011. أما في عام 2015 نشرت الطنطاوي كتابها الأول، في "ظل الأهرامات". حصلت على دعم جزئي من مجلة برن وحملة تمويل الجماعي، ويتركز على الثورة المصرية في عام 2011. وصفت مراجعتها الإبداعية بأنها "الصور الأقرب من احتجاجات المتظاهرين ومشاهد الشوارع من الحشود المتحمسة في القاهرة أثناء ثورة يناير في ميدان التحرير، وتختلط مع روايات الشهود المحلية، جنبا إلى جنب مع الصور العائلية القديمة من طفولتها ينشأون بين مصر والسعودية والولايات المتحدة. بالرصاص بين 2005-2014، وسلسلة هي مزيج مسكر من التصوير الوثائقي، صور، وصور مجردة أكثر ديناميكية، التنافر مع الرجعية، اللقطات الصريحة. اختارت كتاب جيري بادجر لجائزة أفضل كتاب مصور في مهرجان الكتاب في كاسل، وكتبت أسلوبها الأنطباعي في أفضل تقاليد الكتب الأحتجاجية اليابانية، ولوحظ انه خلط بين الحدث بشكل جيد للغاية - حيث كان الناس بحاجة إلي نزهات في وسط الساحة في حين أن آخرين كانوا يموتون في الشوارع المحيطة. للوهلة الأولى، ألوانها الزاهية، والصور شبه مجردة بدث أكثر جمالا، ولكن عندماتريد بحق الوصول إليه، تسافر من الأمل والأغتباط إلى ما يقارب اليأس، وصلابة رؤيتها بشكل واضح جلبت كلها جنبا إلى جنب مع قيم الإنتاج الممتازه والتصاميم الجميلة.

## المنشورات
المنشورات التي كتبتها لورا الطنطاوي:
في
- ظل الأهرامات. أمستردام: نشرت الذاتي، 2015. ISBN 978-90-821066-1-9. 440 . طبعة من 500 نسخة.
- الناس. 2015. ISBN 978-0-9932876-0-2. طبعة من 1500 نسخة.
- جماع الناس. 2015. الطبعة من 102 نسخة.
- بعد سيناريو. بريستول، المملكة المتحدة: جنة لوائح الراديو، 2016. ISBN 978-0-9932323-9-8. طبعة من 750 نسخة. الصور والنصوص التي كتبها لورالطنطاوي. التعديل الأخير تم بواسطة كولن.X

المنشورات بمساهمات من الطنطاوي.

## الجوائز
- 2014: تذكير التصوير معقل غرانت، تذكير التصوير الحصن، طوكيو، بالنسبة لها «سوف يموت من أجلك» سلسلة [16].[11]
- 2015: الفائز، وأفضل كتب الصور الفوتوغرافية 2015 - التصويت العام / ملفه الزائر جائزة، في مهرجان الكتاب، كاسل، ألمانيا، لفي ظل الأهرامات

"Photography Oxford: a new festival"==
- في ظل الأهرامات، متحف بيت ريفرز، التصوير مهرجان أكسفورد 14، أكسفورد، إنجلترا، سبتمبر-أكتوبر2014.

أنا الموت بالنسبة لك، لندن.
- البورصة الألمانية جائزة مؤسسة التصوير الفوتوغرافي 2016 وشملت شرم طنطاوي في ظل الأهرامات، معرض المصورين، لندن، أبريل ويوليو 2016. العمل من قبل قائمة مختصرة دويتشه جائزة البورصة الألمانية التصوير أيضا مع تريفور، إريك مراجل، تثبيت مشروع لورا الطنطاوي باستخدام الصور المتوقعة، يطبع في صناديق الخفيفة والتسجيلات الصوتية والكتاب في ظل الأهرامات.

"Photography Oxford: a new festival"